# Circuit de Lyon-Parilly
Circuit de Lyon-Parilly położony na ulicach miejscowości Bron w Okręgu Lyon. Długość jednego okrążenia wynosi 7,226km. Na torze odbyła się tylko jedna impreza - Grand Prix Francji 1947, którą wygrał Louis Chiron. Podczas tamtego wyścigu w wyniku wypadku Pierre Levegha zginęło dwóch widzów

## Zwycięzcy
| Rok  | Kierowca     | Zespół      | Wyniki |
| ---- | ------------ | ----------- | ------ |
| 1947 | Louis Chiron | Talbot-Lago | Wyniki |